# Río Goascorán
El Río Goascorán nace en el departamento de La Paz en Honduras. Tiene una longitud de 130 km y sirve de línea divisoria entre Honduras y El Salvador en sus últimos 48 km hasta su desembocadura en el golfo de Fonseca (océano Pacífico). La cuenca del río Goascorán tiene una superficie de 2663 km² de las cuales aproximadamente 1315 km² se encuentran en El Salvador. La profundidad del río Goascorán puede alcanzar 5 metros.[cita requerida]
El curso de agua del río traza la frontera entre Honduras y El Salvador, partiendo de la confluencia del afluente Río Guajiniquil o Río Pescado/Río Unire, hasta su desembocadura en el Golfo de Fonseca al este de los Islotes de Ramaditas, en la Bahía de «La Unión». Siendo el afluente Río Guajiniquil o Río Pescado/Río Unire parte de la cuenca hidrográfica del Río Goascorán, sobrepasando el punto fronterizo que divide los municipios de Mercedes de Oriente; Opatoro en Honduras y Polorós de El Salvador.

## Historia
El Salvador y Honduras han mantenido una disputa limítrofe acerca del río. Tras el conflicto armado entre ambos países en 1969, se dan negociaciones sobre el río. El 6 de octubre de 1976 se firma el Tratado Borgonovo-Batres, sobre este tema.
En 1988 resurgió una disputa limítrofe entre El Salvador y Honduras relativo a la delimitación exacta del curso histórico del río. El caso fue presentado ante la Corte Internacional de Justicia. Sus sentencias de 1992 y 2003 confirmaron el curso actual del río como frontera entre ambos países.

## Características del río
Debido a las características geológicas e hidrológicas del Río Goascorán, en sus aguas existen diferentes tipos de hábitats. Por ejemplo, cuenta con fondos rocosos con corrientes rápidas, sedimentos blandos, troncos hundidos, vegetación sumergida y riparia, que son afectados por las lluvias.
En él pueden encontrarse especies de esponjas o camarones de agua dulce. Además de insectos como la mosca de las piedras.